# Kanonbatteriet Bateria de las Cenizas
Kanonbatteriet Bateria de las Cenizas er en militær installation med kanoner nær byen Cartagena ved den spanske middelhavskyst. Batteriet blev etableret i perioden 1930 til 1934 og nedlagt som aktiv militær installation i 1994.

## Historisk baggrund
I 1926 besluttede man i Spanien at etablere moderne kystforsvarsinstallationer, herunder et antal tunge kystforsvarsbatterier med 38,1 cm Vickers - Armstrong kanoner.

## Geografisk placering
Byen Cartagena på Spaniens middelhavskyst har siden den blev anlagt i oldtiden været en meget vigtig handels- og flådehavn. Med henblik på at beskytte havnen blev der i perioden fra 1930 til 1934 etableret to tunge kystbatterier med et placeret ved Mazzarón på Cabo Tinoso og et ved Portmán på Monte de las Cenizas. Disse to batterier havde med deres langtrækkende kanoner ildovergribning foran havnen i Cartagena.
Bateria de las Cenizas ligger i en højde af 305 meter over havet og med en formidabel udsigt over Middelhavet. Man finder adgangsvejen til batteriet på det højeste punkt på vejen mellem Club la Manga og Portmán. Der findes en stor parkeringsplads på stedet. Herfra fører en bred vandresti gennem det fredede område op til batteriet. Vandreturen tager ca. 45 minutter.

## Batteriet
Kanonbatteriet blev nedlagt som militær installation i 1994. Siden da har det henligget ubevogtet, men er stadig i en rimelig god forfatning. Kanoner og kanontårne samt indgangsporten er blev malet i 2008 og fremtræder flot mens de øvrige bygninger og installationer er i forskellige grader af forfald. Alligevel giver de et godt indtryk af, hvordan hele batteriet har været indrettet. Ca. en kilometer væk ligger den tilhørende kaserne, som er i stærkt forfald. Spanien opretholder stadig et batteri med tre 381/45 mm kanoner ved Punta Paloma ved Gibraltarstrædet. Disse kanoner bruges i forbindelse med Spaniens suverænitetshævdelse i Gibraltarstrædet.

## Kanonerne
På trods af forfaldet fremtræder kanonerne i god stand. Det ene kanontårn er åbent, så man kan klatre ind i det forfra og se indretningen. 
Kanonerne er af typen Vickers – Armstrong 381/45 mm og fremstillet i 1920'erne i England. Rørets længde er 17,6 meter og vægten er 88.000 kg. Den maksimale skudvidde var 35.000 meter. Granatvægten var for såvel AP (armour piercing) som HE (high explosive) granaten 885 kg. 
Der er ikke gjort forsøg på at gøre batteriet til en turistattraktion, således som det er tilfældet med de tunge tyske 380 mm batterier i Hanstholm og i Kristianssand. Hele batteriet er dog stadig i en sådan stand, at det vil kunne gøres til en attraktion på højde med batteri Vara i Kristianssand. 

## Eksterne link
- Flere billeder fra batteriet Arkiveret 7. september 2008 hos  Wayback Machine
- Artikel om kanonbatteriet ved Punta Paloma (Webside ikke længere tilgængelig)